# Martinus Kosters
Martinus Johannes Petrus Franciscus Kosters (Leiden, 21 augustus 1872 – Baarn, 9 november 1953) was een Nederlands fotograaf.
Kosters werd geboren als zoon van onderwijzer Johannes Petrus Franciscus Kosters en Francina Lozier. In 1902 trouwde hij in de Noord-Hollandse stad Hoorn met Bregje Sleutel. 
Tot 1896 woonde hij in Leiden en vestigde zich daarna als fotograaf in Baarn aan Laanstraat 16. In Baarn waren in die tijd steeds meer rijke Amsterdammers komen wonen die zich konden veroorloven om een portretfoto te laten maken. Dat gebeurde destijds vooral in de vorm van carte de visites. 
Kosters fotografeerde naast portretten ook stadsgezichten.